# Ovidiu Nimigean
Ovidiu Nimigean (n. 19 iulie 1962, Năsăud) este un poet, prozator, eseist și publicist român.
A urmat cursurile liceului George Coșbuc din Năsăud intre 1976-1980. A absolvit în 1988 Facultatea de Filologie a Universității „Alexandru Ioan Cuza” din Iași. Este membru, din 1998, al Uniunii Scriitorilor din România; membru, din 1999, al Asociației Scriitorilor Profesioniști din România; fondator și fost președinte al „Clubului 8” din Iași.

## Opera

### Poezie
- 1992: Scrieri alese, Editura Pan, Iași, ISBN
- 1993: week-end printre mutanți, Editura Pan, Iași, ISBN 9739570887
- 1999: adio adio dragi poezii, Editura OuTopos, Iași, ISBN
- 2002: planeta 0, Editura Junimea, Iași, ISBN 9733706752
- 2007: nicolina blues, Editura Cartea Românească, București, ISBN 9789732318836 (premiile revistelor Observator Cultural[1], Transilvania, Mișcarea literară, nominalizare la Premiul revistei Cuvântul și Premiul USR)
- 2014: nanabozo, Editura Cartea Românească, București, ISBN 9789732330692
- 2014: nu-ți garantează nimeni nimic (antologie), Casa de editură Max Blecher, Bistrița, ISBN 9786068577098

### Proză
- 2003: Mortido, Editura Versus, Iași, (Premiul Național de Proză al "Ziarului de Iași", 2004), ed. a II-a, Editura Polirom, 2013, ISBN 978-973-46-3407-1
- 2010: Rădăcina de bucsau, Editura Polirom, ISBN 978-973-46-1776-0 (Premiul USR Sibiu, premiile revistelor Observator cultural și Transilvania, Premiul Național pentru Roman, Alba-Iulia, premiul ”Cartea anului” al revistei Tiuk, nominalizare la premiile Radio-România)
- 2020 O ureche de om pe o spinare de șoarece Editura Polirom, ISBN: 978-973-46-8086-3

### Publicistică
- 2006: Inerții de tranziție, altruisme & bahluviuni literare (feat. Flori Stănescu), Editura Vremea, ISBN 978-973-645-227-7

### Alte scrieri
- Coordonează antologiile: Ozone Friendly. Iași. Reconfigurări literare, Ed. T, 2001; Hat Jemand etwas gefragt? Lyrikanthologie CLUB 8 - Jassy, Rumaenien (cu Michael Astner), Ed Versus, 2003; Stromabwaerts. Oesterreichische gegenwartsprosa (cu Johannes Gelich & Michael Astner), Wieser Verlag, 2005.
- Coautor la Cartea roz a comunismului, coord. Gabriel H. Decuble, Ed. Versus, 2004; Dicționarul limbajului poetic eminescian, coord. prof. Dumitru Irimia, Ed. Universității "Al. I. Cuza", 2005.
- Este selectat în antologiile: Streiflicht, Dionyssos Verlag, ediție bilingvă româno-germană, traducere Christian W. Schenk 1994; City of Dreams and Whispers, Iași-Oxford-Portland, 1998; Club & Anthology, by Adam J. Sorkin, Ed T, 2001; Speaking the Silence, Ed Paralela 45, 2001; Solaris, Hrg. Dr. Josef Spiegel, Kuenstlerdorf, 2004; Strassenwoerterbuch, Ed. In Between, Wien, 2005; Grenzverkehr. Literarische Streifzuege zwischen Ost und West, Drava Verlag, 2006.
- A tradus, împreună cu Gina Nimigean, Teologia istoriei, de H.I. Marrou, Ed. Institutului European, 1995.
- Pieta - Eine Auswahl rumänischer Lyrik, Trad: Christian W. Schenk, Dionysos, Boppard, 2018, ISBN 9781977075666